# Национални парк Нуабал Ндоки
Национални парк Нуабал Ндоки је национални парк у Републици Конго. Основан је 1993. године у северном делу државе, а у њему су пописани слонови, човеколики мајмуни — шимпанзе, западне низијске гориле, као и бонго антилопе. Површина парка је 3.921,61 km², а протеже дуж прастарих тропских кишних шума, у њему нема насеља, док су околна подручја изузетно слабо насељена, па је природа доста очувана. Шуме имају богат биодиверзитет, на простору парка пописано је 300 врта птица, 100 врта биљака, које укључују угрожене махагоније. Парк је од 4. марта 2009. године заштићено рамарско подручје.

## Историја
План за оснивање Националног парка Нуабал Ндоки покренут је 1991. године. Друштво за заштиту дивљих животиња и Влада Конга уз подршку Агенције САД за међународни развој. План је такоше укључивао садарњу и договоре са локалним, регионалним и државним властима. Парк је званично основан у септембру 1993. године, а његова површина је 3.921,61 km². Парк се простире корз Санга дипартмент и кроз северозападни део Ликоуала дипартмента.
Године 1999. дрвна комбанија ЦИБ и локална заједница придрућили су се Влади Конга како би створили подручје на којем би негативни утицај по шуму био минималан. Током 2001. године подручје парка проширено је, а немачка шумска компанија предала је свој предео који је био већи од 100 km². Иако су сече афричке махагоније биле приличо чест у многим шумским пределима у северном Конгу, у овом парку није било таквих случајева. У међувремену је тотално забрањен лов, а то је резултирало изузетно ефикасно, јер је очуван велики део станишта, биљне и животињске врсте у парку.
На конференцији министара шума централне Африке комисије за шуму, одлучено је да се унутар слива реке Конго и Санџе успоставе три заштићена подручја, површине 11.311 km². Простор обухвата специјални резерват Џанга Санџа, Џанка Ндоки национални парк у Централноафричкој Републици, Национални парк Нуабал Ндоки у Републици Конго и Национални парк Лубеке у Камеруну. Концепт стварања паркова оваквих подручја настао је осамдесетих година 20. века, да би се заштитиле животиње које су се кретале по читавом подручју, у овом случају слонови, који су свакодневно прелазили кроз сва три заштићена подручја. Стварањем оваквих заштита смањењ је број лококрадица и сече шуме у свим заштићеним пределима.
Парком управља Министарство за националну шумарску комисију у сарадњи са Министарством шумарска, а они су потписали протоколе о одговорности како би се заштитила подручја према дефинисаним међународним стандарима.
На простору парка налази се залив Мбели где су често виђене гориле и туристи који долазе овде да би их видели.

## Географија и клима
Заштићено подручје које је део национални заштићеног подручје реке Санга протеже се дуж истоимене реке све до реке Конго. Део шуме Националног парк Нуабал Ндоки је и даље неприступачан и остаје неистражен. Постоје мочварне тропске шуме у равничарским деловима и оне су део сливног корита реке Конго. Овај парк, заједно са остала два заштићена подручја у оквиру резерват Санџа, ослобођен је свих економских активности, забрањена је изградња путева и насеља.
Парк се протеже кроз 11% свих шумских области Конга. Околна незаштићена подручја користе се за лов, гајење усева, а понекад и за сечу шума.
На простору парка преовладава влажна суптропска клима, а просечно има 12500 mm падавина годишње. Кишна сезона траје од августа до децембра, а сушна од децембра до фебруара. Поред 1000 пописаних врста биљака, постоји и неколико ретких врста махагонија.

## Дивљи свет
Велики број интернет страница промовише национални парк, како би га приметили туристи и тако се покрили трошкови његовог очувања, као и подигла свест о очувању овог подручја. На сајтовима постоје информације о путовањима до парка и временским условима, као и понуде за боравак у њему.

### Фауна
На простору парка пописан је велики број животињских врста. Национално географско друштво приметило је да парк можда има највећу концентрацију дивљих животиња по квадратном километру од било ког другог предела у Африци. На простору парка пописан је велики број примата. Парк настањују црно-бели колобус, црвени колобус, гориле, шимпанзе и врста Cercopithecus cephus.
На простору парка пописано је и преко 300 врста птица, које укључују врсте као што су орао, јастеб, сове, супови, чапље и многе друге. Парк такође настањује ретки шумски слон, афрички шумски биво, афрички леопард, бонго антилопа и плави дујкер. Крокодили и слепи мишеви су такође једне од пописаних врста.
Херпетолошке студије спроведен су у четири специфична подручја парка. Ове студије установиле су 20 врста водоземаца и 14 врста гмизаваца у јужном делу парка, укључујући врсте жаба Aubria masako, Amietophrynus regularis, Cryptothylax greshoffii, Hyperolius balfouri, H. brachiofasciatus, Leptopelis brevirostris и врсту L. calcaratus meridionalis.
На простору парка пописано је и неколико врста папагаја. Шумски слонови кретањем крче густе шуме и стварају простора другим животињама да се туда крећу. Према пигмејској легенди, дуговратни гмизавац је позат као Мокеле-мбебе убијао је слонове својим огромним рогом.
Мбелибај је специфична површина парка од 3 km² и на њој су настањене западне низијске гориле. Такође, на овом простору налази се велики број врста мајмуна, као што су црно-бели и црвени колобус, Cercopithecus pogonias, Cercocebus и многе друге врсте.

### Флора
Постоји велики број биљних врста у парку. Национални парк Нуабал Ндоки је веома разнолик са биљним врстама, међу кишним шумама. На простору парка налазе се 24 различита типа вегетација. Међу њима, најдоминантнија вегетација је Gilbertiodendron dewervei, која се налази у горсој регији, далеко од водених токова у великим пределима мочварних шума. На простору парка пописано је око 1000 биљних врста.

## Заштита парка
Напори који се предузимају за очување биљног и животињског света нису ограничени само на национални парк, већ и на два друга заштићена подручја у три регије, као и на целу трећу заштићену област око реке Џанге, која обухвата више од 96% подручја. Централноафричка Република, Република Конго и Камерун формирале су организацију у оквиру прекограничног програма уз помоћ Светске фондације за природу. Организација спроводи активности у заштићеном пределима, како би се спречио лов, риболов или сеча шума. Истраживање природе и промоција туризма, такође су једна од активности ове организације. Редовно се одржавају састанци запослених у сва три заштићена подручја, у све три земље. Обилазак паркова врши се редовним патролама како би се животиње заштитиле од кријумчарења, онемогућио риболов и пренос ватреног оружја. Туристи могу посетити парк само у групним турама, које организују запослени у парку.